# Batalha de Villaviciosa
A Batalha de Villaviciosa foi uma batalha travada a 10 de dezembro de 1710, no dia seguinte ao da Batalha de Brihuega, no âmbito da Guerra da Sucessão Espanhola, entre o exército apoiante de Filipe V, Duque de Anjou e os apoiantes do Arquiduque Carlos de Habsburgo.

## Antecedentes
Depois do abandono da cidade de Madrid pelas tropas fiéis à Casa de Habsburgo, derivado à insustentabilidade da sua posição, e quase impossibilidade de defender tal cidade com êxito, as tropas leais ao Arquiduque Carlos iniciam, então uma retirada ordenada em direção a Barcelona, tendo no seu caminho sido ocasionalmente atacados por guerrilheiros partidários de Filipe.
O exército franco-espanhol, presente no centro de Espanha, liderado pelo Duque de Vendôme, iniciou uma perseguição agressiva, com o objetivo de esmagar decisivamente e de uma vez por todas as forças aliadas, presentes na L. No início de dezembro, o grupo britânico de 4 000 a 5 000 homens, sob o comando de James Stanhope , primeiro conde de Stanhope, presente na retaguarda das forças aliadas, é avistada pelas forças do Duque. A 8 de dezembro de 1710, ambas as forças entrariam em confronto, naquela que seria posteriormente conhecida como a batalha de Brihuega. Os ingleses, apesar da grande desvantagem numérica, resistiram ferozmente, mas no fim foram derrotados e os restantes sobreviventes feitos prisioneiros.

## Disposição das forças no campo
No dia seguinte, quando Guido von Starhemberg, comandante das forças aliadas soube do ataque à coluna britânica de Stanhope, decidiu realocar as suas forças, e dispô-las de modo a enfrentar a força perseguidora franco-espanhola, sem saber, no entanto, que o contingente britânico tinha já capitulado. Transferiu as suas forças, que se encontravam em Cifuentes, de modo a preparar-se para um embate com uma pequena força da vanguarda franco-espanhola.
Contudo, na manhã do dia seguinte, a 10 de dezembro, encontrou todo o exército franco-espanhol esperando por ele na planície perto de Villaviciosa de Tajuña (atualmente parte do município de Brihuega). Diante dos 14 mil soldados do general austríaco, o duque de Vendôme tinha cerca de 17 mil soldados, posicionados em ordem de batalha, entre os quais estava o próprio Filipe V, e o resto das tropas do duque que se tinham juntado na manhã do mesmo dia. Ambos os exércitos se encontravam dispostos em duas linhas, uma a seguir a outra, formando três colunas separadas.

## Forças franco-espanholas

#### Primeira linha[3]
Ala direita: esquadrões de cavalaria, comandados pelo Marquês de Valdecañas, auxiliados pelo tenente-general Armendariz, marechal de campo Pedro Ronquillo Briceño Jimenez de Morillo e brigadeiro Melchor de Portugal: 
- Dragões de Caylus
- Dragões Vallejo (três esquadrões)
- Dragões de Osuna
- Cavalaria de Guardas do Corpo (quatro esquadrões)
- Cavalaria de Granada Viejo
- Cavalaria Piñateli
- Cavalaria das Velhas Ordens (quatro esquadrões)

Centro: 16 batalhões de infantaria sob o comando do Conde de Las Torres, auxiliados pelo capitão-general Marquês de Toy, tenente-general Marquês de la Ber, marechal de campo Conde Harcelles e Brigadeiros Rufo, Charni, Rivadex, Rupelmonde, Borbón e Terri:
- Infantaria da Guarda Espanhola Amézaga (três batalhões)
- Infantaria de Guardas Valona (três batalhões)
- Infantaria Comesfort (um batalhão)
- Infantaria Castellar (um batalhão)
- Infantaria Guelders (um batalhão)
- Infantaria Benmel (um batalhão)
- Infantaria Santal de Gende (um batalhão)
- Infantaria da Marinha (um batalhão)
- Infantaria da Lombardia (um batalhão)
- Infantaria de Milão (um batalhão)
- Infantaria Uribe (um batalhão)
- Infantaria Mulfeta (um batalhão)

Ala esquerda: esquadrões de cavalaria e Dragões sob o comando do Conde de Aguilar, auxiliados pelo tenente-general Mahony, pelos Marechais de Campo Conde de Montemar e Joseph de Amézaga, e pelo Brigadeiro Crevecoeur:
- Dragões Marimon
- Dragões de Quimalol
- Dragões Grinão
- Cavalaria de Santiago Viejo
- Cavalaria Bargas
- Cavalaria da Rainha (quatro esquadrões)

### Segunda linha
Ala direita: esquadrões de cavalaria sob o comando do Conde de Merode, subordinados ao Marquês de Valdecañas. Foi auxiliado pelo marechal de campo Tomás Idiáquez e pelo Brigadeiro Pozoblanco:
- Cavalaria Asturiana (quatro esquadrões)
- Cavalaria da Morte
- Cavalaria Pozoblanco (quatro esquadrões)
- Cavalaria Estelar
- Cavalaria de Lanzarote (três esquadrões)
- Cavalaria da Extremadura (três esquadras)

Centro: 15 batalhões de infantaria sob o comando do tenente-general Pedro de Zúñiga, auxiliado pelo marechal de campo Grafton, e pelos brigadeiros Correa, Pertoni, Hercel, Pedroche, Estrada e duque de Petroameno:
- Infantaria Castelhana (um batalhão)
- Infantaria de Múrcia (um batalhão)
- Infantaria Trujillo (um batalhão)
- Infantaria Savoy (um batalhão)
- Infantaria de Écija (um batalhão)
- Infantería de Mar de Nápoles (un batallón)
- Infantaria da Extremadura (um batalhão)
- Infantaria de Toledo (um batalhão)
- Infantaria Siciliana (um batalhão)
- Infantaria Coria (um batalhão)
- Infantaria Bajeles (um batalhão)
- Infantaria de Vitória (um batalhão)
- I Corpo de Infantaria de Segóvia (um batalhão)
- II Corpo de Infantaria de Segóvia (um batalhão)
- Infantaria de Nápoles (um batalhão)

Ala esquerda: esquadrões de Cavalaria sob o comando do tenente-general Navamorquende, subordinados ao Conde de Aguilar. Ele foi auxiliado pelo marechal de campo Cárdenas e pelo Brigadeiro Carvajal:
- Nova Cavalaria Roussillon (quatro esquadrões)
- Cavalaria Nova Granada
- Cavalaria Velasco
- Cavalaria Carvajal
- Cavalaria de Raja
- Cavalaria de Jaén
- Antiga Cavalaria Roussillon (quatro esquadrões)

Artilharia: sob o comando do capitão-general de artilharia Manuel Coloma Escolano, Marquês de Canales, que dispôs os seus 23 canhões em duas linhas.

## Forças aliadas
Starhemberg também organizou suas tropas em duas linhas. A ala esquerda, comandada pelo palatino Franckemberg, estava protegida atrás de uma vale. A infantaria do centro era comandada por Villaroel e a ala direita era comandada pessoalmente por Starhemberg. A cavalaria aliada formou-se com batalhões de infantaria intercalados, como proteção às suas linhas.

## Batalha
A intenção de Starhemberg era esperar a noite para retirar seu exército numericamente inferior, pois via uma desvantagem considerável para suas forças. No entanto, ele não estava disposto a revelar suas intenções, e, então permitiu que pelo menos um duelo de artilharia começasse.
Ambos os exércitos tinham a mesma quantidade de artilharia: vinte e três peças cada; e ambos o implantaram no campo da mesma forma: em três baterias. Uma das baterias do centro franco-espanhol era comandada por Francisco Balbasor. A batalha começou com o duelo de artilharia em uso naquela época, cujas balas de canhão danificaram ambos os exércitos.
Vendôme esperou para ver se Starhemberg tomaria a iniciativa de atacar, provavelmente tendo em mente que suas forças estivessem exaustas com as marchas rápidas e o ataque a Brihuega. Por volta das três da tarde, Vendôme, deu ordem ao seu exército para avançar.
O ataque começou com a cavalaria da ala direita onde estava o próprio rei Filipe V, sob o comando do Marquês de Valdecañas, que desceu a rambla e atacou com grande energia a linha inimiga sob o comando de von Frankenberg; rapidamente fazendo fugir a cavalaria palatina e semeando a confusão entre a infantaria que tentou resistir apoiada pela cavalaria espanhola (catalã) e portuguesa, mas acabou por ceder, resultando neste ataque destruindo a ala esquerda do exército aliado. Os Bourbons tomaram as baterias aliadas, destruíram as unidades que vieram reforçá-las e iniciaram a perseguição, deixando-os impossibilitados de voltar ao combate em apoio ao centro.
Starhemberg viu que lhe era apresentada uma oportunidade com o desaparecimento da cavalaria de Valdecañas e lançou o ataque. A primeira linha austríaca utilizando uma combinação adequada da infantaria do centro e da cavalaria da direita rompeu a primeira linha do centro Bourbon, os batalhões mais inexperientes fugiram e outros que se mantiveram firmes foram deixados de lado. Vendôme tentou evitar o desastre lançando ao ataque a cavalaria à esquerda de Aguilar. Isso colocou Starhemberg em sérios problemas e ameaçou cair sobre o centro austríaco, mas Villaroel formou sua força em ângulo para lutar em duas frentes e resistiu ao ataque. Starhemberg reagrupou suas tropas e rechaçou Aguilar.
A primeira linha espanhola está rompida, os aliados também resistem ao ataque da infantaria da segunda linha e os empurram para trás. Além disso, recuperaram os canhões que haviam perdido no ataque inicial e tomaram vários Bourbons. A batalha parecia perdida e começava a escurecer. Vendôme e o rei Filipe foram varridos pela massa de fugitivos, mas apesar dos apelos de Vendôme, Filipe recusou-se a abandonar o seu exército maltratado.
O Marquês de Toy foi tentar impedir a retirada no centro e assim evitar a divisão do exército em dois, mas quase foi feito prisioneiro pelos soldados portugueses. O que aconteceu na batalha de Almansa, três anos antes, repetiu-se . Tal como o duque de Berwick, nesta ocasião o duque de Vendôme não acreditou que a batalha estivesse perdida, enquanto a sua infantaria tentava resistir ao ataque o melhor que podia.
Felizmente para os Bourbons, Aguilar conseguiu reagrupar sua cavalaria e voltou ao ataque, atacando com ímpeto contra Starhemberg, que resistiu ao ataque inicial, mas não aos sucessivos ataques e à ala direita aliada acabou cedendo.
Com ambas as alas aliadas perdidas, a chave da batalha residia na resistência do forte centro austríaco, apoiado por entre 1.000 e 2.000 cavalos que Starhemberg conseguiu manter consigo. A situação tornou-se subitamente difícil para os aliados, uma vez que a cavalaria de Valdecañas finalmente regressou ao campo de batalha e também apareceu a cavalaria de 1 200 homens do partido de Bracamonte; estas forças juntando-se à cavalaria de Aguilar.
A ala direita do arquiduque foi salva do desastre por uma manobra de flanco realizada pelo centro aliado que, sob o comando de Villarroel, veio em auxílio de Starhemberg e salvou a situação.
O general Starhemberg reagrupou-se e reorganizou as suas forças, finalmente repeliu os cavaleiros do Conde de Aguilar e atacou-os. Ele pegou as peças de artilharia Bourbon localizadas no flanco esquerdo e lançou-se contra o centro Bourbon. A luta tornou-se amarga. Os batalhões de infantaria da Guarda da Valônia e da Sabóia receberam duras punições do fogo inimigo. O tenente-general Armendáriz foi ferido na cabeça e no peito por estilhaços inimigos. Morreram o marechal de campo Ronquillo, o brigadeiro Rodrigo Correa e o coronel Félix Miramón, coronel do regimento de Sagunto.
O centro Bourbon continuou a ceder, a ala esquerda começou a recuar e não havia sinais da cavalaria da ala direita, com a intenção de perseguir o inimigo. Começava a escurecer e foi então que o conde de Aguilar atacou a ala direita do arquiduque com a sua cavalaria e dragões. Os cavaleiros alemães e portugueses, sob o comando do conde de Atalaya, resistem inicialmente ao ataque. Finalmente os cavaleiros de Aguilar romperam as duas linhas da direita inimiga. Nesse momento chegaram à batalha os cavaleiros do Marquês de Valdecañas, que também romperam as linhas da esquerda aliada. O tenente-general Mahony e o marechal Amezaga atacaram à frente de seus esquadrões pela ala direita para desferir o golpe final no exército aliado.
O general Starhemberg não se impressionou com a carga de Mahony e Amézaga, e formou a infantaria aliada em formato "quadrado", já que estava sendo atacada por 3 partes. Felizmente para eles, a infantaria Bourbon havia recuado para longe e estava escurecendo, então a infantaria aliada também conseguiu recuar embora tivesse que fazê-lo lutando, demonstrando mais uma vez a sua grande qualidade. Starhemberg conseguiu recuar para uma floresta próxima, onde não seria incomodado pela cavalaria, embora deixasse bagagem e artilharia para trás. O campo de batalha estava, portanto, em posse da cavalaria de Valdecañas, embora ambos os lados reivindicassem a vitória naquele dia.
O arquiduque reivindicou a vitória, mas o número de mortos, dezenas de feridos, peças abandonadas e restos do seu exército que foram encontrados nos dias seguintes em redor do campo de batalha não conseguiram esconder a realidade da derrota. Como diz Henry Kamen no seu livro, as diferentes versões contraditórias dos combates não alteram o facto de as tropas do rei Filipe V terem alcançado a vitória. Pode-se dizer com justiça que a batalha de Villaviciosa foi decidida pelas esquadras de cavalaria e dragões do Marquês de Valdecañas e do Conde de Aguilar, que ultrapassaram em muito as esquadras inimigas.
Uma testemunha ocular da batalha nos dá exemplos da dureza da luta. O artilheiro Rafael de Silby, que comandava uma posição de artilharia no centro da linha Bourbon, deixou-nos o seguinte testemunho:
«[…] após quatro horas de canhão, a infantaria carregada do inimigo recuou, esperando por eles (sem sua bateria sendo apoiada), e a uma curta distância ele deu aos seus batalhões uma saraivada de estilhaços tão bem-sucedida que, horrorizados com a destruição, eles se lançaram desesperadamente em sua segunda linha, e as tropas de VM conseguiram se reunir [...]» (O Marquês de Canales queria recompensar este artilheiro por esta ação com o cargo de comissário geral, mas Silby renunciou ao prêmio por não abrir mão do comando da sua companhia.)

## Desfecho
Durante a noite, ambos os lados se reagruparam. Os aliados haviam deixado para trás pelo menos 3 000 mortos e com parte de suas tropas dispersas acabariam perdendo o mesmo número de prisioneiros após a batalha. Entre os mortos estava o general holandês Belcastell e entre os prisioneiros Wetzel e Franckemberg. Houve quem fosse a favor da capitulação, mas Starhemberg insistiu em retirar-se e lembrou-lhes que afinal tinham derrotado a infantaria inimiga e só tinham de se preocupar com a cavalaria. Aliás, no dia seguinte descobriram que só foram incomodados por cerca de 2 000 cavaleiros sob o comando de Bracamonte. Os Bourbons tiveram cerca de 4 000 mortos e feridos. Vendôme, vendo que Starhemberg estava recuando em boa ordem sobre terreno desfavorável à cavalaria, contentou-se em vê-lo marchar.
Starhemberg foi assediado por hostes Bourbónicas, perdendo centenas de homens. Considerou inútil defender Saragoça e continuou seu caminho para a Catalunha, chegando a Barcelona em 6 de janeiro com menos de 7 000 homens após as perdas da batalha e as agruras da retirada.
O desastre austríaco de Brihuega-Villaviciosa foi aproveitado por Filipe V para entrar em Saragoça em 4 de janeiro de 1711 e estabelecer-se naquela cidade; Noailles para sitiar Girona (que se rendeu em 25 de janeiro); e pelo Marquês de Valdecañas para tomar Graus e Benavarre.